# Barkeria melanocaulon
Barkeria melanocaulon es una especie de orquídea epífita originaria de México del Estado de Oaxaca.

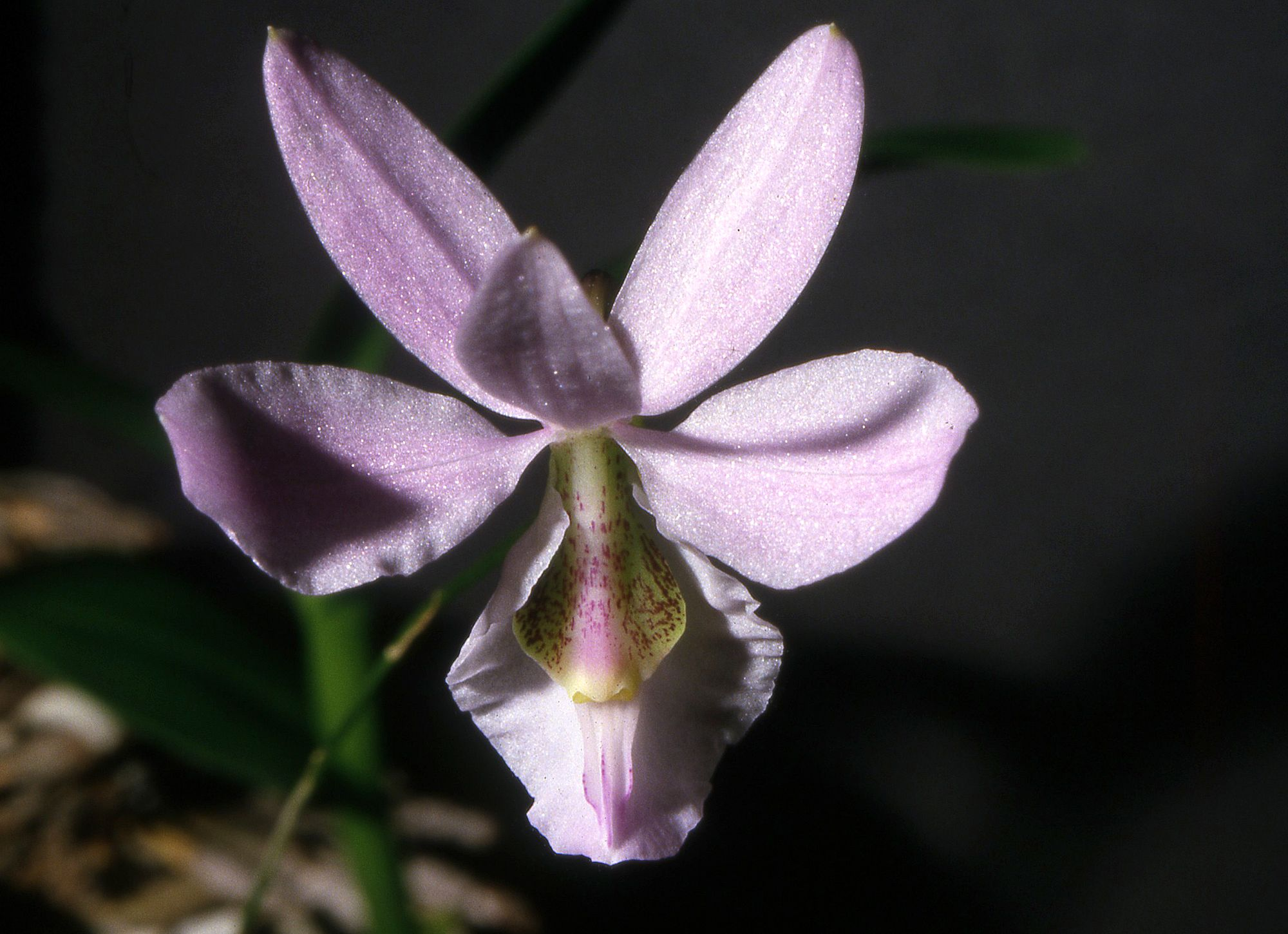
Detalle de la flor

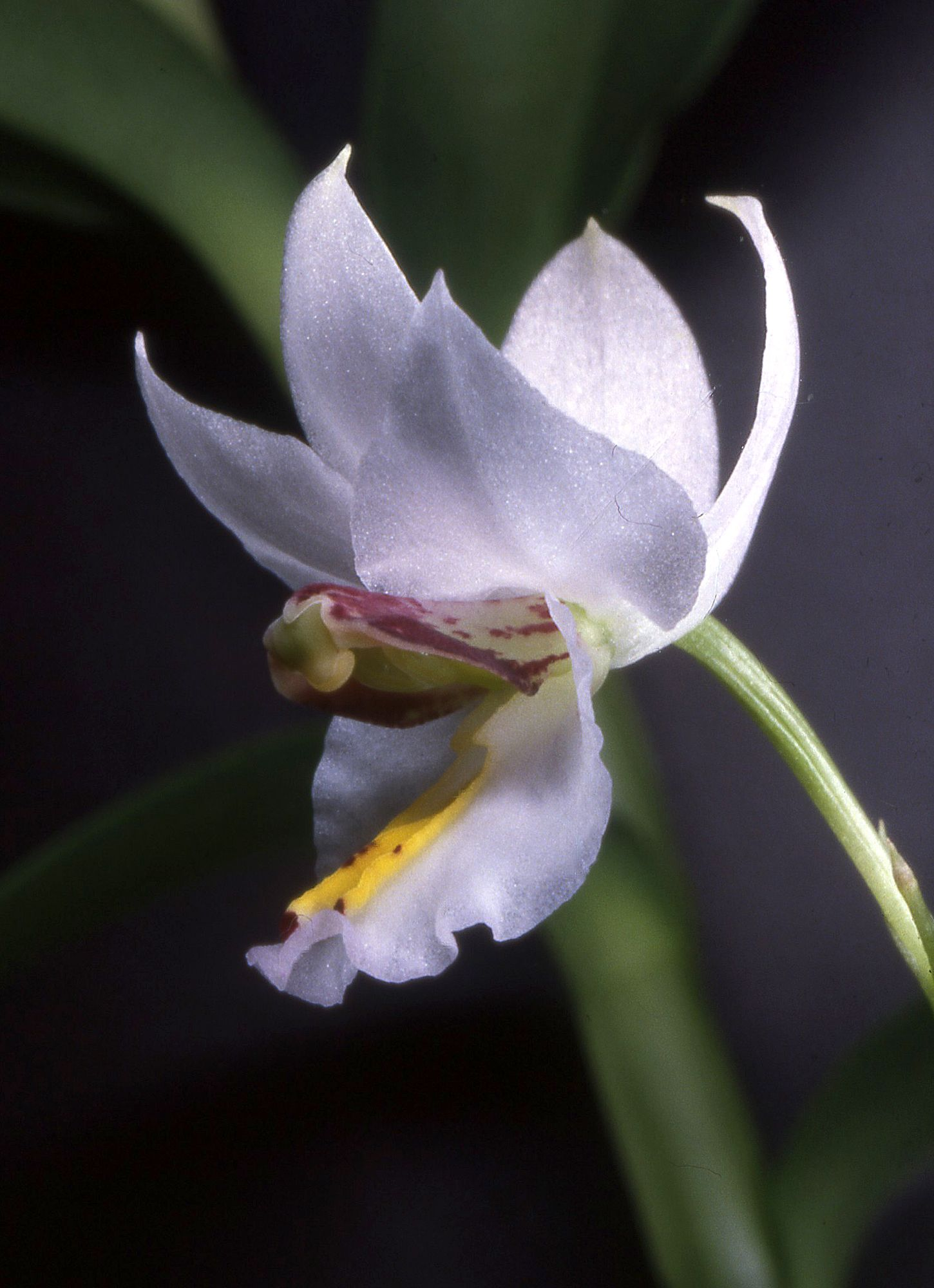
Flor

## Distribución y hábitat
Se distribuye por Oaxaca de México en la transición entre la selva baja caducifolia y los bosques de roble en los cantos rodados de piedra caliza o en los árboles a altitudes por encima de 1600-1700 metros.

## Descripción
Es una orquídea epífita de pequeño tamaño, que prefiere el clima cálido, con hábito  creciente epífita y en su mayoría litófita que tiene agrupados, comprimidos, de 3 a 8 nodos deriva envueltos completamente por vainas escariosas, y  que es el soporte de 3 a 6 hojas, articuladas a la vaina de la hoja, elípticas a ovales, estrechas, agudas, coriáceasy carnosas. Florece en una inflorescencia de 17,5 cm de largo, laxamente con pocas a muchas flores, racemosa resultante de un vástago de reciente desarrollo que ocurre en el verano con flores sin fragancia.

## Taxonomía
Barkeria melanocaulon fue descrita por A.Rich. & Galeotti y publicado en Annales des Sciences Naturelles; Botanique, sér. 3 3: 22. 1845.
Etimología
Ver: Barkeria
melanocaulon: epíteto latino que significa "con el tallo negro".
Sinónimos
- Barkeria halbingeri Thien
- Epidendrum melanocaulon (A.Rich. & Galeotti) Rchb.f.[4][5]